# Friedrich Albert Lange
Friedrich Albert Lange (ur. 28 września 1828 w Wald (dzielnica Solingen), zm. 21 listopada 1875 w Marburgu) – niemiecki filozof, teolog, pedagog i ekonomista; przedstawiciel szkoły neokantyzmu fizjologicznego. 

## Życiorys
Jego ojciec był pastorem w Wald. Rodzina przeprowadziła się do Szwajcarii, a ojciec został profesorem w Bonn. Friedrich Albert kształcił się na Uniwersytecie Zuryskim z zakresu teologii i filozofii. Po dwóch semestrach nauki w Zurychu przeniósł się do Bonn na studia filologiczne. Doktoryzował się w Bonn na podstawie rozprawy pt. Quaestiones Metricae. Następnie pracował jako nauczyciel w gimnazjum w Kolonii. Habilitował się w Zurychu w 1855 roku, uzyskał wówczas tytuł docenta filozofii. Następnie uczył w gimnazjum w Duisburgu do 1861 roku. Wraz z żoną i dziećmi przeniósł się do Winterthur, gdzie mieszkał do 1870 roku. Następnie przeniósł się do Zurycha,  gdyż jego macierzysta uczelnia przyznała mu profesurę zwyczajną; wykładał na Uniwersytecie Zuryskim przez dwa lata historię filozofii. W 1872 roku na prośbę ministra Adalberta Falka objął katedrę w Marburgu, gdzie zmarł po trzech latach. 

## Poglądy
W swoim dziele pochodzącym z 1866 roku, Historia materializmu i krytyka jego znaczenia (niem. Geschichte des Materialismus und Kritik seiner Bedeutung in der Gegenwart), podjął próbę pokazania rozwoju stanowiska materialistycznego. W opozycji do tego poglądu twierdził, że myślenia nie da się zredukować do fizjologii. Argumentował, że wraz z rozwojem filozofii i nauki dochodzimy do różnych ustaleń, pomimo iż podstawy fizjologiczne są wciąż takie same. W związku z tym należy zająć się raczej badaniem struktury umysłu. Opis procesu ludzkiego poznania powtarza za Kantem. 
W filozofii, zdaniem Langego, chodzi o to, aby ustalić kategorię oceny intersubiektywności poznania. Należy odejść od badań obiektywnych. Kantowskie pojęcie rzeczy samej w sobie jest pozbawione znaczenia, bowiem nie mamy w umyśle podstaw do oceny jej istnienia bądź nieistnienia. Powstało więc pytanie o to, jak należy rozumieć aprioryczne formy naoczności. Zdaniem Langego, aprioryzm to nic więcej, aniżeli odmiana psychologizmu.
O strukturze umysłu decydują, zdaniem Langego, formy fizjologiczne, czyli formy ujmowania danych zewnętrznych. 

## Dzieła
- Über den Zusammenhang der Erziehungssysteme mit den herrschenden Weltanschauungen verschiedener Zeitalter. (1855)
- Die Stellung der Schule zum öffentlichen Leben. Festrede, gehalten bei der Schulfeier des Geburtstages seiner Majestät des Königs den 22. März, Duisburg. (1862)
- Die Leibesübungen. Eine Darstellung des Werdens und Wesens der Turnkunst in ihrer pädagogischen und culturhistorischen Bedeutung. Erweiterter Abdruck aus der Enzyklopädie des gesamten Erziehungs- und Bildungswesens (1863)
- Die Arbeiterfrage in ihrer Bedeutung für Gegenwart und Zukunft (Kwestya ekonomiczna w dziedzinie społecznej; 1865)
- Geschichte des Materialismus und Kritik seiner Bedeutung in der Gegenwart (Historya filozofii materyalistycznej i jej znaczenie w teraźniejszości; 1866)